# Impasse de Bergame
Impasse de Bergame är en återvändsgata i Quartier de Charonne i Paris tjugonde arrondissement. Gatan är uppkallad efter den italienska staden Bergamo (franska: Bergame). Impasse de Bergame börjar vid Rue des Vignoles 20.

## Omgivningar
- Saint-Jean-Bosco
- Jardin Damia
- Jardin Casque-d'Or
- Place Marc-Bloch
- Impasse des Crins
- Impasse de Casteggio
- Impasse des Souhaits
- Impasse Rolleboise
- Impasse Poule
- Impasse de la Confiance
- Rue des Orteaux
- Rue Michel-de-Bourges

## Bilder
| - Gatuskylt. - Saint-Jean-Bosco. - Jardin Damia. |

## Kommunikationer
- Tunnelbana – linje  – Alexandre Dumas
- Tunnelbana – linje  – Buzenval
- Tunnelbana – linje  – Avron
- Busshållplats Vignoles – Paris bussnät

### Webbkällor
- ”Impasse de Bergame”. Mairie de Paris. https://web.archive.org/web/20160303215924/http://www.v2asp.paris.fr/commun/v2asp/v2/nomenclature_voies/Voieactu/0881.nom.htm. Läst 27 januari 2024.
- ”Impasse de Bergame (20ème arrondissement)”. Les rues de Paris. https://web.archive.org/web/20160409062024/http://www.parisrues.com/rues20/paris-20-impasse-de-bergame.html. Läst 27 januari 2024.